# Chernes similis
Chernes similis är en spindeldjursart som först beskrevs av Beier 1932.  Chernes similis ingår i släktet Chernes och familjen blindklokrypare. Inga underarter finns listade i Catalogue of Life.